# Just Go
Just Go è il nono album discografico del cantautore statunitense Lionel Richie, pubblicato nel 2009. Tra i musicisti e produttori che vi hanno collaborato vi sono Tricky Stewart, Akon, Ne-Yo, Johntá Austin, David Foster, Mikkel S. Eriksen e Tor Erik Hermansen.

## Tracce
1. Forever (featuring Phillip "Taj" Jackson) – 3:19
2. Just Go (featuring Akon) – 4:11
3. Nothing Left to Give (featuring Akon) – 3:32
4. Forever and a Day – 4:04
5. I'm Not Okay (featuring The-Dream) – 3:28
6. Good Morning – 4:06
7. Through My Eyes (featuring Phillip "Taj" Jackson) – 4:06
8. I'm in Love (featuring Ne-Yo) – 4:05
9. Think of You (featuring Phillip "Taj" Jackson) – 4:12
10. Into You Deep – 5:19
11. Pastime – 3:52
12. Face In The Crowd (con Trijntje Oosterhuis) – 4:21
13. Somewhere in London – 5:05
14. Eternity – 4:37